# توماس جونسون (سياسي)
توماس جونسون (بالإنجليزية: Thomas Johnson)‏ هو سياسي أمريكي، ولد في 11 يوليو 1802، وتوفي في 2 يناير 1865.